# Malaguilla
Malaguilla ist ein zentralspanischer Ort und eine Gemeinde mit 207 Einwohnern (Stand: 2024) in der Provinz Guadalajara in der Autonomen Gemeinschaft Kastilien-La Mancha. 

## Geografie
Malaguilla befindet sich etwa 23 Kilometer nordnordwestlich von Guadalajara und etwa 58 Kilometer nordöstlich von Madrid in einer Höhe von ca. 820 m. 

## Bevölkerungsentwicklung
| Bevölkerung | Bevölkerung | Bevölkerung | Bevölkerung | Bevölkerung | Bevölkerung |
| 1970        | 1981        | 1991        | 2001        | 2011        | 2021        |
| ----------- | ----------- | ----------- | ----------- | ----------- | ----------- |
| 329         | 239         | 189         | 138         | 142         | 176         |

## Sehenswürdigkeiten
- Marienkirche (Iglesia de Nuestra Señora del Valle)

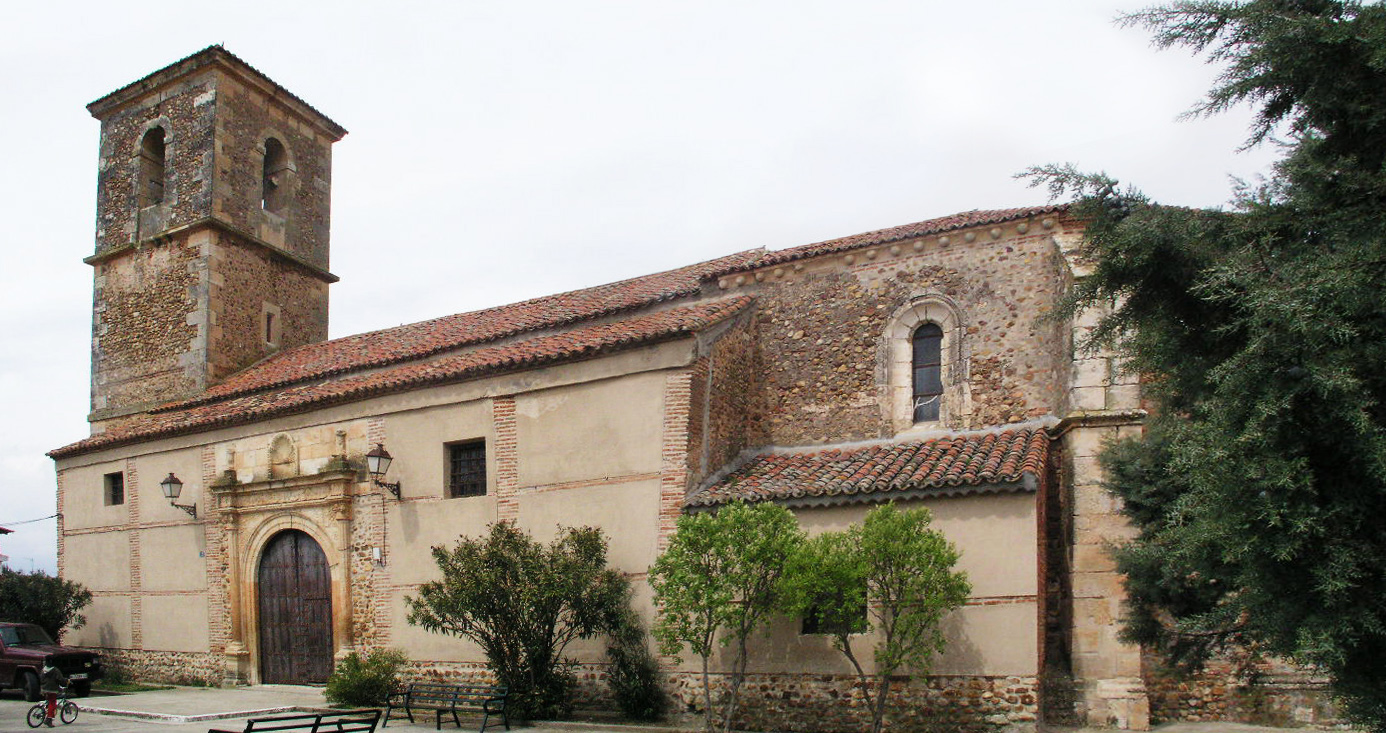
Marienkirche